# Жандарова Людмила Миколаївна
Людмила Миколаївна Жандарова (нар. 4 листопада 1953, місто Костянтинівка, тепер Донецької області) — українська радянська діячка, склеювачка скловиробів Костянтинівського заводу «Автоскло». Депутат Верховної Ради УРСР 10—11-го скликань.

## Біографія
Освіта середня. Член ВЛКСМ.
У 1970—1972 роках — шліфувальниця Костянтинівського металургійного заводу імені Фрунзе Донецької області.
З 1972 року — робітниця, контролер, бригадир-контролер, шліфувальниця, склеювачка скловиробів, начальник відділу Костянтинівського заводу «Автоскло» Донецької області.
Потім — на пенсії в місті Костянтинівці Донецької області.

## Нагороди
- медалі